# 発車よし!
発車よし!（はっしゃ-）とは、1998年～1999年にかけて阪急電鉄創遊本部から発売された、Windows用パソコンゲームソフトのシリーズ。内容は電車運転シミュレーションであり、阪急電鉄の実在する路線の運転を楽しむ事ができた。

## ラインナップ
- 発車よし!阪急神戸線 ISBN 4939036014

神戸本線のみ収録。登場する車両は8000系。
- 発車よし!阪急京都線 ISBN 4939036022

京都本線･嵐山線を収録。登場する車両は5300系（京都本線）と、2300系（嵐山線）。
- 発車よし!阪急宝塚線 ISBN 4939036030

宝塚本線･箕面線を収録。登場する車両は8000系（宝塚本線）と、1形（箕面線）。
- ハラハラ発車よし!阪急3線セレクション

神戸本線･宝塚本線･京都本線の3線を収録。神戸本線･宝塚本線では8000系を、京都本線では8300系をそれぞれ運転することができる。さらには、すべての路線をクリアするとサドンデスとして、例え1つのミスをすると即ゲームオーバーとなる難易度がかなり高い路線（宝塚本線十三-中津-梅田の区間）を運転することができる。宝塚本線では、第3ステージ（梅田駅 - 宝塚駅間の通し運転）の雲雀丘花屋敷駅到着時点のスコアが合格ラインを下回っていると、ゲームオーバーとなって平井車庫へ強制的に入庫（雲雀丘花屋敷駅から平井車庫の奥にある検車庫までオートで運転）させられる。
3線セレクション以外の3作は、箕面線を除いて運転操作のほかに車掌業務（ドア開閉、車内放送のタイミング調整など）も同時にこなす必要があり、本シリーズの特徴となっている。ドア開閉業務では、乗客を挟むと即ゲームオーバーとなるが、停車時間を任意に調整できる利点もある。
上記の作品のうち、宝塚線版と3線セレクションの2作は、Macintoshにも対応している。